# Captura de Tucson (1846)
La Captura de Tucson fue un ataque por parte de los Estados Unidos sobre la entonces ciudad mexicana de Tucson, Sonora, actualmente ciudad de Tucson, Arizona. Los supuestos dos bandos de este ataque era el ejército provisional de México y el Batallón Mormón por parte de los Estados Unidos. Sin embargo, Tucson cayó en manos estadounidenses en diciembre de 1846 sin resistencia alguna.

## Captura

Mapa panorámico de la Guerra México-Estados Unidos

La guerra entre México y Estados Unidos dio inicio a partir del Incidente de Thornton o Escaramuza de Thornton en 1846. Este mismo año el Batallón Mormón fue enviado al “Gran Desierto del Oeste”(Arizona). Las fuerzas americanas constaban de alrededor de 500 elementos entre oficiales y soldados armados, todos comandados por el Teniente Coronel Philip St. George Cooke. A pesar de que eran alrededor de 500 hombres en la plantilla del Batallón Mormón, sólo contaban con una fuerza efectiva de 360 hombre que tomaron parte en el recorrido sobre el desierto de Arizona. Asimismo 84 mujeres y niños estuvieron presentes durante el avance sobre Arizona.
Marchando desde el noroeste hacia Tucson en noviembre de 1846, el batallón tuvo su única batalla en Arizona, contra ganado salvaje, quienes los atacaron cerca del Rio San Pedro. Después de “La Batalla de los Toros”, como es conocida, el batallón se movió a las afueras de Tucson donde esperaban pelear contra la guarnición mexicana del Presidio Real de San Agustín del Tucson. 

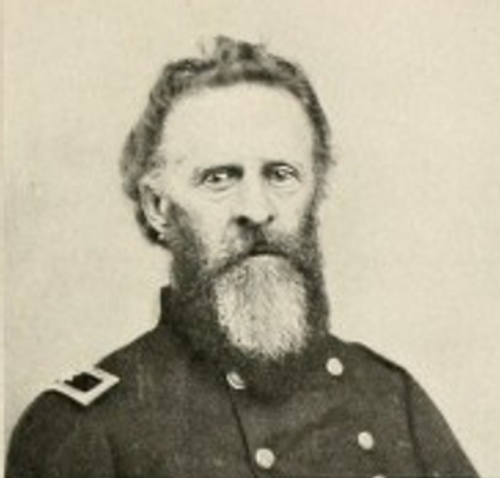
Philip Cooke en uniforme durante la Guerra Civil americana.

El bando mexicano consistía en alrededor de 200 hombres, de infantería y caballería principalmente, así como dos cañones de latón, acompañados de un grupo de hombres de la guarnición del presidio de Tubac, Santa Cruz y Fronteras. El 16 de diciembre de 1846, los estadounidenses del Batallón Mormón llegaron a Tucson, para atacar la guarnición de la ciudad. 
El Capitán mexicano Antonio Comaduron no había recibido con suficiente antelación la noticia de la aproximación de los invasores. Al principio se negaba a rendir el presidio, pero después de darse cuenta de que era superado ampliamente en número, decidió abandonar el lugar sin pelear. Asimismo aconsejó a varios ciudadanos a dejar Tucson junto con su armada. 
Las tropas mexicanas se retiraron hacia San Xavier mientras los estadounidenses tomaban la ciudad. No hubo batalla alguna en Tucson y una bandera estadounidense se izó en Tucson por primera vez. Tan pronto como tomaron Tucson, se hicieron cargo de asegurar a los aterrados pobladores sus amigables intenciones. Muchos de los Mormones estaban interesados en comerciar.

Los soldados del Teniente Coronel Cooke habían estado faltos de comida, así que los mexicanos intercambiaron carne y pan por prendas de vestir y botones, a pesar de esto poca comida fue enviada a los Mormones. Grandes cantidades de granos fueron dejados por la guarnición mexicana. Los Mormones tomaron estos y el 17 de diciembre partieron hacia San Xavier, retirándose las fuerzas mexicanas a Tubac. Los únicos tiros que salieron de sus rifles fueron por accidente al confundir civiles mexicanos con soldados, aunque no hubo heridos de lamentar. 